# Mareil-en-Champagne
Mareil-en-Champagne é uma comuna francesa na região administrativa do País do Loire, no departamento de Sarthe. Estende-se por uma área de 7.97 km². Em 2010 a comuna tinha 391 habitantes (densidade: 49,1 hab./km²).